# محمود رضوان
محمود رضوان لاعب كرة يد مصري ، ويلعب حاليًا للنادي الأهلي ومنتخب مصر.